# Onthophagus marginalis
Onthophagus marginalis är en skalbaggsart som beskrevs av Friedrich-August von Gebler 1817. Onthophagus marginalis ingår i släktet Onthophagus och familjen bladhorningar. Utöver nominatformen finns också underarten O. m. przewalski.